# Кенсайские курганы
Кенсайские курганы — комплекс археологических памятников времён железного века, расположенный в Сузакском районе Туркестанской области Казахстана, в 3 км к северо-западу от села Бабаата.
Захоронения датируются III в. до н. э. — III в. н. э. В состав комплекса входит более 40 памятников.
Большинство объектов представляет собой невысокие курганы с насыпью из земли и щебня. Средний диаметр основания — 3-4 м, высота — 0,2 м. Как правило, вблизи курганов с западной стороны сооружены овальные каменные выкладки. Некоторые насыпи обложены по основанию круговой выкладкой из камней. Помимо курганов, представлены каменные оградки в форме круга или четырёхугольника, размерами от 4×4 м до 6×6 м.
Могильные ямы перекрыты каменными плитами. Погребённых укладывали на спину, головой на северо-запад.
Кенсайские курганы открыты и исследованы в 1958—1959 годах Южно-Казахстанской археологической экспедицией под рук. А. Г. Максимовой. Всего обследовано около 30 насыпей, в основном оказавшихся разграбленными. В курганах были обнаружены керамические котлы ручной лепки с сохранившимися следами пищи, железная булавка, кусочки мела, угольки. В оградках были найдены керамические сосуды ручной лепки с круглым плоским дном — котлы, кувшины, кружки с петлеобразными ручками, бусы из стекловидной массы, кусочки мела, углей, кости барана.